# Стефано Беттаріні
Стефано Беттаріні (італ. Stefano Bettarini, нар. 6 лютого 1972, Форлі) — італійський футболіст, що грав на позиції захисника, зокрема, за клуби «Венеція» та «Сампдорія», а також національну збірну Італії.
По завершенні ігрової кар'єри — телевізійна персона, учасник низки футбольних і розважальних передач, а також реаліті-шоу на італійському телебаченні.

## Клубна кар'єра
Народився 6 лютого 1972 року в місті Форлі. Вихованець юнацьких команд футбольних клубів «Стаджа Сенезе» та «Інтернаціонале».
У дорослому футболі дебютував 1991 року виступами за третьолігову команду «Баракка Луго», в якій провів один сезон. Згодом протягом чотирьох сезонів грав у Серії B за «Луккезе-Лібертас» і «Салернітану».
У сезоні 1996/97 дебютував в іграх найвищого італійського дивізіону виступами за «Кальярі», після чого півтора сезони був гравцем ротації «Фіорентини» і півроку відіграв за «Болонью».
1999 року став гравцем «Венеції», з якою за результами першого ж сезону вибув до Серії B, утім вже наступного сезону допоміг команди повернутися до елітного дивізіону, де провів за венеціанську команду ще один рік.
Згодом два з половиною сезони грав за «Сампдорію», а завершував ігрову кар'єру у першій половині 2005 року виступами за «Парму».
У жвотні 2010 року був заявлений за «К'єво» в рамках рекламної кампанії, утім по факту в офіційних іграх за команду участі не брав.

## Виступи за збірну
2004 року провів свою єдину офіційну гру у складі національної збірної Італії, дебютувавши за національну команду у 32-річному віці.

## Статистика виступів

### Статистика клубних виступів
| Сезон                        | Команда                      | Чемпіонат                    | Чемпіонат | Чемпіонат | Національний кубок | Національний кубок | Національний кубок | Континентальні кубки | Континентальні кубки | Континентальні кубки | Інші змагання | Інші змагання | Інші змагання | Усього | Усього |
| Сезон                        | Команда                      | Ліга                         | Ігор      | Голів     | Ліга               | Ігор               | Голів              | Ліга                 | Ігор                 | Голів                | Ліга          | Ігор          | Голів         | Ігор   | Голів  |
| ---------------------------- | ---------------------------- | ---------------------------- | --------- | --------- | ------------------ | ------------------ | ------------------ | -------------------- | -------------------- | -------------------- | ------------- | ------------- | ------------- | ------ | ------ |
| 1991–92                      | «Баракка Луго»               | C1                           | 24        | 2         | КІ-C               | 0                  | 0                  | -                    | -                    | -                    | -             | -             | -             | 24     | 2      |
| 1992–93                      | «Луккезе-Лібертас»           | B                            | 8         | 0         | КІ                 | 0                  | 0                  | -                    | -                    | -                    | -             | -             | -             | 8      | 0      |
| 1993–94                      | «Луккезе-Лібертас»           | B                            | 20        | 0         | КІ                 | 1                  | 0                  | -                    | -                    | -                    | -             | -             | -             | 21     | 0      |
| 1994–95                      | «Салернітана»                | B                            | 5         | 0         | КІ                 | 0                  | 0                  | -                    | -                    | -                    | -             | -             | -             | 5      | 0      |
| 1995–96                      | «Луккезе-Лібертас»           | B                            | 34        | 2         | КІ                 | 2                  | 0                  | -                    | -                    | -                    | -             | -             | -             | 36     | 2      |
| Усього за «Луккезе-Лібертас» | Усього за «Луккезе-Лібертас» | Усього за «Луккезе-Лібертас» | 62        | 2         |                    | 3                  | 0                  |                      | -                    | -                    |               | -             | -             | 65     | 2      |
| 1996–97                      | «Кальярі»                    | A                            | 32+1      | 0         | КІ                 | 2                  | 0                  | -                    | -                    | -                    | -             | -             | -             | 35     | 0      |
| 1997–98                      | «Фіорентина»                 | A                            | 16        | 0         | КІ                 | 6                  | 0                  | -                    | -                    | -                    | -             | -             | -             | 22     | 0      |
| 1998-січ. 1999               | «Фіорентина»                 | A                            | 2         | 0         | КІ                 | 4                  | 0                  | КУЄФА                | 1                    | 0                    | -             | -             | -             | 7      | 0      |
| Усього за «Фіорентину»       | Усього за «Фіорентину»       | Усього за «Фіорентину»       | 18        | 0         |                    | 10                 | 0                  |                      | 1                    | 0                    |               | -             | -             | 29     | 0      |
| січ.-черв. 1999              | «Болонья»                    | A                            | 14+2      | 1+1       | КІ                 | 2                  | 0                  | Інт+КУЄФА            | -                    | -                    | -             | -             | -             | 18     | 2      |
| 1999–00                      | «Венеція»                    | A                            | 20        | 0         | КІ                 | 3                  | 0                  | -                    | -                    | -                    | -             | -             | -             | 23     | 0      |
| 2000–01                      | «Венеція»                    | B                            | 34        | 5         | КІ                 | 6                  | 0                  | -                    | -                    | -                    | -             | -             | -             | 40     | 5      |
| 2001–02                      | «Венеція»                    | A                            | 28        | 2         | КІ                 | 0                  | 0                  | -                    | -                    | -                    | -             | -             | -             | 28     | 2      |
| Усього за «Венецію»          | Усього за «Венецію»          | Усього за «Венецію»          | 82        | 7         |                    | 9                  | 0                  |                      | -                    | -                    |               | -             | -             | 91     | 7      |
| 2002–03                      | «Сампдорія»                  | B                            | 28        | 2         | КІ                 | 2                  | 0                  | -                    | -                    | -                    | -             | -             | -             | 30     | 2      |
| 2003–04                      | «Сампдорія»                  | A                            | 30        | 0         | КІ                 | 0                  | 0                  | -                    | -                    | -                    | -             | -             | -             | 30     | 0      |
| 2004-січ. 2005               | «Сампдорія»                  | A                            | 0         | 0         | КІ                 | 0                  | 0                  | -                    | -                    | -                    | -             | -             | -             | 0      | 0      |
| Усього за «Сампдорію»        | Усього за «Сампдорію»        | Усього за «Сампдорію»        | 58        | 2         |                    | 2                  | 0                  |                      | -                    | -                    |               | -             | -             | 60     | 2      |
| січ.-черв. 2005              | «Парма»                      | A                            | 8         | 0         | КІ                 | 0                  | 0                  | КУЄФА                | 2                    | 0                    | -             | -             | -             | 10     | 0      |
| Усього за кар'єру            | Усього за кар'єру            | Усього за кар'єру            | 303+3     | 14+1      |                    | 28                 | 0                  |                      | 3                    | 0                    |               | -             | -             | 337    | 15     |

### Статистика виступів за збірну
| Дата      | Місто   | Господарі | Результат | Гості | Турнір           | Голи | Примітки |
| --------- | ------- | --------- | --------- | ----- | ---------------- | ---- | -------- |
| 18-2-2004 | Палермо | Італія    | 2 – 2     | Чехія | товариський матч | -    | 79'      |
| Усього    |         | Матчів    | 1         |       | Голів            | 0    |          |